# أولاد البلاد (فلم)
أولاد البلاد هو فيلم دراما وجريمة مغربي صدر سنة 2010، من إخراج محمد إسماعيل الذي شارك في كتابة السيناريو إلى جانب عبد الإله بنهدار، الفيلم من بطولة رشيد الوالي، ومنى فتو، وسعيد باي، وسعد التسولي، وحنان الإبراهيمي، وعمر عزوزي. تدور أحداث الفيلم حول العديد من المشاكل الاجتماعية التي يُعاني منها الشباب المغربي، وسط عالم يُعاني من البطالة وينتشر به تجار المخدرات.
عُرض الفيلم ضمن فعاليات المهرجان الوطني للفيلم بطنجة في 22 يناير 2010. وصور بين مدينة الرباط ومنطقة واد لو شمال المغرب، ويعتبر هذا الفيلم التعاون السادس للمخرج محمد إسماعيل مع الممثل رشيد الوالي بعد عدة أفلام أبرزها علال القلدة ووداعا أمهات.

## القصة
تدور أحداث الفيلم حول المفضل، شاب يترك بلدته الصغيرة شمال المغرب ويسافر إلى العاصمة ليدرس في الجامعة، وبعد تخرجه لم يعد إلى بلدته بل ظل هناك يبحث بين المكاتب والشركات حول فرصة عمل تناسب شهادته لكن دون جدوى، ما يدفعه للإنخراط مع شباب أخرين يعانون مثله من البطالة في حياة النضال والاحتجاجات أملًا في أن تتحقق مطالبهم. لكن الأمر لم يتغير كثيرًا، فسئم المفضل من هذا الوضع وقرر العودة إلى بلدته. هناك يحاول المفضل الانخراط في أي عمل، وعندما يُقتل زعيم المخدرات الذي يسيطر على التجارة في البلدة أثناء عملية تبادل، تتقرب زوجته من المفضل، وتستغل اليأس الذي يعيشه ليحل محل زوجها في إدارة تجارة المخدرات، لكن المفضل يجد نفسه في مواجهات خطيرة وصراعات تودي بحياته.

## طاقم التمثيل
- رشيد الوالي بدور المفضل
- منى فتو بدور السعدية
- سعيد باي بدور عبد الحميد
- سعد التسولي بدور عبد السلام
- حنان الإبراهيمي بدور صالحة
- عمر عزوزي بدور الهاشمي
- مصطفى سلمات بدور والد المفضل
- محمد البسطاوي بدور جامع
- مليكة العماري بدور والدة المفضل
- نزهة الركراكي بدور طامو
- منال الصديقي بدور خدوج
- ربيع القاطي بدور العربي
- رفيق بوبكر بدور مصطفى
- محمد خيي بدور الكتامي (ضيف شرف)

## وصلات خارجية
- مقالات تستعمل روابط فنية بلا صلة مع ويكي بيانات